# Политичка рехабилитација
Политичка рехабилитација је процес враћања политичких дисидената у политички живот или постхумно признавање исправности њихових ставова и ангажовања за која су претходно били јавно осуђени. 
Таква политичка изопштења су осим искључења из политичке партије и политичког живота, често била праћена и монтираним судским процесима где су ова лица осуђивана на казне затвора, прунудни рад, забрану јавног деловања, а неретко и смртне казне. 
Судска рехабилитација у том случају може претходити или доћи након политичке, али може и изостати. Тако да не постоји директна и нераскидива веза између ова два процеса, мада се она често подразумева, чак се ова два процеса понекад порешно поистовећују.
Политички се може рехабилитовати појединац, политичка група, странка или групација странака чије је деловање претходно осуђено као штетно за државу и народ. 

## Политичка рехабилитација у посткомунистичким земљама
Процеси рехабилитације жртава политичке репресије, карактеристични за некадашње државе комунизма и социјализма, обележили су крај 80-их и почетак 90-их година 20. века. У том периоду, током процеса приступања Савету Европе, у оквиру процене постојања политичких услова за пријем и способности “младих демократија” да прихвате и спроведу основне стандарде Савета Европе, постало је значајно да се нове будуће чланице Савета дистанцирају од раније праксе кршења људских права. 
Бројне су државе у којима су закони о политичкој рехабилитацији жртава политичке репресије, а такође и денационализацији и деконфискацији, постали део њихових правних поредака. Примера ради, у некадашњој Источној Немачкој, Мађарској, Чешкој, Словачкој, Румунији, Бугарској, Пољској, Хрватској, Македонији и Словенији већ се увелико примењује законодавство којим се, после политичке рехабилитације, обештећују политички рехабилитована лица или њихови наследници. И у Црној Гори је у међувремену донет Закон о повраћају одузетих имовинских права и обештећењу. Упркос залагањима великог броја грађана, овај процес у Србији још увек није отпочео. Касни се са доношењем Закона о политичкој рехабилитацији, али и са пратећим Законом о денационализацији, чије се доношење најављивало још 2001. године.